# مانگو (فلوریدا)
مانگو (به انگلیسی: Mango) یک منطقهٔ مسکونی در ایالات متحده آمریکا است که در شهرستان هیلزبرو، فلوریدا واقع شده‌است. مانگو ۱۲٫۴ کیلومتر مربع مساحت و ۱۱٬۳۱۳ نفر جمعیت دارد و ۱۶ متر بالاتر از سطح دریا واقع شده‌است.